# وارقاوات
الوارقاوات (الاسم العلمي: Phylliinae) هي أسرة من الحشرات تتبع فصيلة الوارقات من رتبة الشبحيات.

## قبائل الوارقاوات
- الوارقاوية
  - الوارقة